# Pierre Charles (homme politique, 1924)
Pour les articles homonymes, voir Pierre Charles et Charles.
Pierre Charles, né le 21 juin 1924 à Paris où il est mort le 21 avril 2016, est un homme politique français.

## Détail des fonctions et des mandats
Mandats parlementaires
- 12 mars 1967 - 30 mai 1968 : Député de la 3e circonscription de la Côte-d'Or
- 6 octobre 1974 - 2 avril 1978 : Député de la 3e circonscription de la Côte-d'Or